# Louis Claude Cadet de Gassicourt
Pour les articles homonymes, voir Cadet de Gassicourt.
Louis Claude Cadet de Gassicourt, né à Paris le 24 juillet 1731 et mort à Paris le 17 octobre 1799, est un chimiste et pharmacien français.

## Biographie
Fils d'un chirurgien Claude Cadet (1695-1745), et frère aîné d'Antoine Cadet de Vaux (1743-1828), il est pharmacien en chef des armées en Allemagne et au Portugal. Il exerce ensuite à Paris, où il est apothicaire-major à l'hôtel des Invalides.
Par ses recherches, avec Fontanieu, sur la confection du verre et de la porcelaine, il est nommé commissaire du roi pour la chimie près la manufacture de porcelaine de Sèvres.
En 1762, il ouvre une officine au n° 115, de la rue Saint-Honoré en y transférant une pharmacie située à proximité dans la même rue.
Membre du Service de pharmacie de Paris et est élu membre de l'Académie des sciences en 1766, il est alors chargé par le gouvernement de reconnaître les falsifications sur les vins, vinaigres et tabacs et de trouver les moyens d'y remédier.
En 1769, son cousin Louis-Charles Derosne entre dans son officine, située 115, rue Saint-Honoré, pour se former. Lorsqu'en 1879 Derosne devient maître pharmacien les deux cousins s'associent et l'officine est renommée « Cadet-Derosne ».
À la Révolution, il est chargé, avec Lavoisier et Jean d'Arcet, d'extraire le cuivre du métal des cloches. On lui doit plusieurs mémoires sur la pharmacie, la physique et la chimie, notamment sur la « préparation de Vétiver », ainsi que la découverte du composé d'éther appelé « liqueur fumante de Cadet » ou  liquide fumant de Cadet, ce dernier est un mélange de cacodyle et d'oxyde de cacodyle.
Il possède la pharmacie la plus importante du royaume. Homme généreux, il nourrit les pauvres et soutient financièrement les artistes. Parmi ses amis, on retrouve les principaux rédacteurs de l'Encyclopédie : d'Alembert, Nicolas de Condorcet, Jean Sylvain Bailly.
On lui doit plusieurs préparations pharmaceutiques comme la gomme pectorale de jujubes, les pastilles d'ipécacuana, la pâte de guimauve, les flacons de sel de vinaigre, les pastilles de menthe etc.
Il épouse Marie Thérèse Françoise Boisselet le 27 janvier 1771 et est le père putatif de Charles Louis Cadet de Gassicourt né en 1769, lequel serait en réalité le fils naturel de Louis XV

## Œuvres
On lui doit 23 Mémoires ou Dissertations chimiques ainsi que :
- Analyse des eaux de Passy, 1755
- Observations sur la préparation de l'éther

Il participe aussi au Supplément à l'Encyclopédie en complétant les articles Bile et Borax.